# Pådragning
Pådragning är det moment under uppsättning av en väv i vävstolen då varpen rullas upp på varpbommen. Momentet kan skötas av en person, i synnerhet om det finns en pådragningsknekt att montera på vävstolens framsida. 
Oftast är det två personer som hjälps åt. Varpflätan ligger då spänd och något spridd över bröstbommen, ner under den tvärslå i vävstolen som sitter i golvnivån och upp i höjd med bröstbommen. En person håller ett stadigt och jämnt tag om varpflätan, den andra vrider på varpbommen och kontrollerar varpens spänning över hela bredden med jämna mellanrum. Beroende på varpens kvalitet läggs bomspröt fördelade över ett helt varv av varpbommen för att förhindra att spänningen på varptrådarna påverkas av att trådarna glider in i varandra i olika lager. Antalet varv mellan bomspröten är beroende på varptrådens grovlek.